# Grand Prix de la Ville de Rennes 2001
Il Grand Prix de la Ville de Rennes 2001, ventitreesima edizione della corsa e valida come evento UCI categoria 1.4, fu disputata l'8 aprile 2001 su un percorso di 195 km. Fu vinto dall'italiano Davide Casarotto che terminò la gara in 4h28'22", alla media di 43,619 km/h.
Partenza con 123 ciclisti, dei quali 78 portarono a termine il percorso.

## Ordine d'arrivo (Top 10)
| Pos. | Corridore            | Squadra         | Tempo    |
| ---- | -------------------- | --------------- | -------- |
| 1    | Davide Casarotto     | Alessio         | 4h28'22" |
| 2    | Scott Sunderland     | Team Fakta      | s.t.     |
| 3    | Davide Bramati       | Mapei           | s.t.     |
| 4    | Franck Bouyer        | Bonjour         | s.t.     |
| 5    | Christophe Agnolutto | AG2R Prévoyance | s.t.     |
| 6    | Wilfried Cretskens   | Domo            | s.t.     |
| 7    | Florent Brard        | Festina         | s.t.     |
| 8    | Matthias Buxhofer    | Phonak          | s.t.     |
| 9    | Eddy Serri           | Alexia          | s.t.     |
| 10   | Stéphane Heulot      | Big Mat         | s.t.     |